# カシャーナ・テルメ・ラーリ
カシャーナ・テルメ・ラーリ（伊: Casciana Terme Lari）は、イタリア共和国トスカーナ州ピサ県にある、人口約12,000人の基礎自治体（コムーネ）。
2014年のコムーネ統廃合 (it:Fusione di comuni italiani) により、カシャーナ・テルメとラーリが合併して発足した。

## 地理

### 位置・広がり

#### 隣接コムーネ
隣接するコムーネは以下の通り。
- カパンノリ
- カーシナ
- キャンニ
- クレスピーナ・ロレンツァーナ (クレスピーナ、ロレンツァーナ)
- サンタ・ルーチェ
- ポンサッコ
- ポンテデーラ
- テッリッチョーラ

### 地震分類
カシャーナ・テルメ・ラーリにおけるイタリアの地震リスク階級 (it) は、zona 3 (sismicità bassa) に分類される。

## 行政

### 分離集落
カシャーナ・テルメ・ラーリには以下の分離集落（フラツィオーネ）がある。
- Casciana Alta, Casciana Terme, Ceppato, Cevoli, Collemontanino, Lari (sede comunale), Lavaiano, Parlascio, Perignano, Sant'Ermo, San Ruffino, Usigliano